# Oxygyne yamashitae
Oxygyne yamashitae là một loài thực vật có hoa trong họ Burmanniaceae. Loài này được Yahara & Tsukaya mô tả khoa học đầu tiên năm 2008.